# Trastorno de movimientos estereotípicos

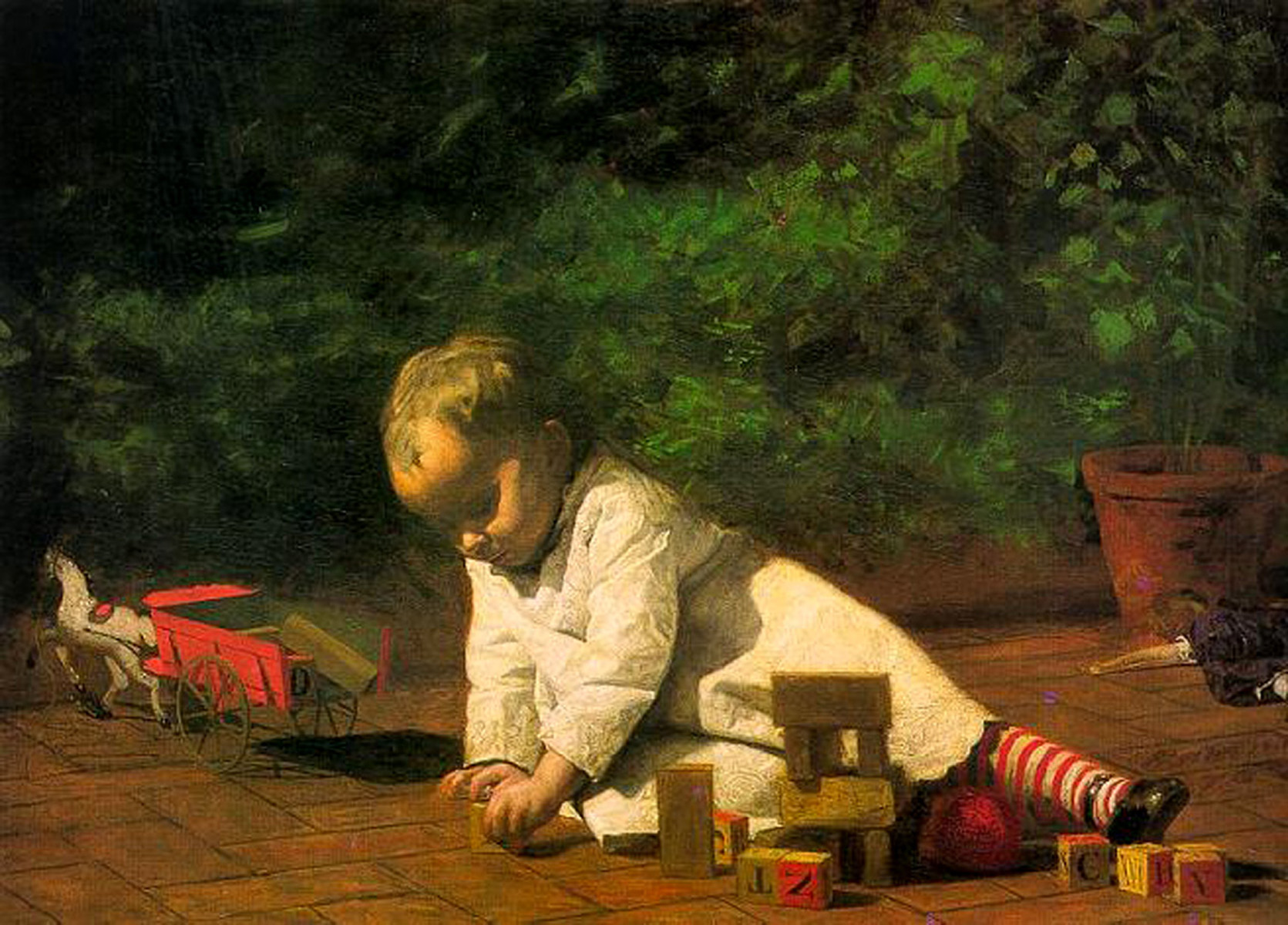
La repetición constante de movimientos sin finalidad puede indicar enfermedades biológicas o psiquiátricas o puede ser un efecto secundario o adverso de algún fármaco o veneno.

El trastorno de movimientos estereotípicos es una afección en la cual una persona hace movimientos repetitivos y sin propósito, como mover las manos de un lado para el otro, mecer el cuerpo o golpearse la cabeza. Los movimientos interfieren con la actividad normal o tienen el potencial de causar daño al cuerpo.

## Causas
El trastorno de movimientos estereotípicos es más común en los niños que en las niñas. Los movimientos repetitivos a menudo aumentan con el estrés, la frustración y el aburrimiento.
La causa de este trastorno, cuando no se presenta con otras afecciones, se desconoce.
Los estimulantes como la cocaína y las anfetaminas pueden provocar un período grave pero breve de movimientos estereotípicos. El comportamiento puede incluir piqueteo, retorcimiento de las manos, tics de la cabeza o mordedura de los labios en forma repetitiva y sin propósito. El consumo prolongado de estimulantes puede llevar a períodos más largos de este comportamiento.
Las lesiones en la cabeza también pueden ocasionar movimientos estereotípicos.

## Síntomas
Los síntomas de este trastorno pueden abarcar cualquiera de los siguientes movimientos:
- Morderse a sí mismo
- Apretarse las manos o agitarlas
- Golpearse la cabeza
- Golpearse el propio cuerpo
- Introducirse objetos en la boca
- Morderse las uñas
- Mecerse

### Pruebas y exámenes
Un médico generalmente puede diagnosticar esta afección con un examen físico. Se deben hacer exámenes para descartar otras causas potenciales de tales comportamientos, como:
- Autismo
- Trastornos coreicos
- Trastorno obsesivo-compulsivo
- Síndrome de Tourette u otro trastorno de tics

### Tratamiento
El tratamiento debe centrarse en la causa, los síntomas específicos y en la edad del paciente.
El ambiente debe modificarse de manera que sea más seguro para los pacientes que se autoagreden.
Las técnicas conductuales y la psicoterapia pueden ayudar.
Los medicamentos pueden ayudar a reducir los síntomas relacionados con esta afección. Los antidepresivos se han empleado en algunos casos.

## Expectativas (pronóstico)
El pronóstico depende de la causa. Los movimientos estereotípicos debido al uso de drogas usualmente desaparecen por sí solos después de unas pocas horas. El uso de estimulantes por mucho tiempo puede llevar a períodos más prolongados de movimientos estereotípicos. Estos movimientos generalmente desaparecen una vez que la droga se suspende.
Los movimientos estereotípicos debidos a una lesión en la cabeza pueden ser permanentes.
Los problemas de movimiento generalmente no progresan a otros trastornos (como convulsiones).

## Posibles complicaciones
Los movimientos estereotípicos intensos pueden interferir con el comportamiento social normal.

## Cuándo contactar a un profesional médico
Consulte con el médico si su hijo presenta movimientos repetitivos y extraños que duran por más de unas cuantas horas.
- Nombres alternativos

- Estereotipos motrices